# 이 (논리학)
논리학에서, 어떤 조건 명제의 이(裏, 영어: inverse)는 그 조건 명제의 가정과 결론에 각각 부정을 취하여 얻는 명제이다. 예를 들어, 'p이면 q이다'라는 명제의 이는 'p가 아니면 q가 아니다'이다. 명제의 이는 그 명제의 역과 동치이다.

## 같이 보기
- 역 (논리학)
- 대우 (논리학)
- 부정 (논리학)